# Тюркский миф о происхождении Гаоче
Тюркский миф о сотворении мира — древняя история о сотворении Гаоче (кит. 高車 или 高车, пиньинь Gāochē) (также известная как Теле), рассказанная среди различных тюркских народов.

## История
Китайские историки, напрямую увязывая гаоцзюйцев с динлинами, затруднялись с определением их происхождения, пытаясь вывести их, в частности, от народа Чи-ди. Так, об этом пишет, ссылаясь на Тунцзянь-ганму, первый русский китаевед архимандрит Иакинф (Бичурин), упоминая затем также одну легенду:

Чи-ди на китайском языке значит: красные северные кочевые. В продолжение великих перемен, последовавших в Китае в последней половине III века пред Р. Х., Красные кочевые вытеснены были в степь, где они уже под народным названием Дили заняли пространство от Ордоса к западу, и говорили хуннуским, то есть общим монгольским языком с небольшим изменением в наречиях. … в самом конце IV века ушли на северную сторону песчаной степи, и там вместо прежнего названия Дили приняли название Гао-гюй. Сии слова по простонародному выговору произносятся Гао-че и суть китайские; в переводе высокая телега. По истории династии Тхан дилисцы обыкновенно употребляли арбы, или одноколки на высоких колесах, от чего при династии Юань-вэй называемы были Гао-гюй. Очень вероятно, что Гао-гюй есть народное название, данное дилисцам от северных китайцев; потому что сие название встречается только в истории северных Дворов: но в сей же истории иногда вместо Гао-гюй употребляется народное же название Чилэ, историками южного Китая ошибочно превращенное в Тьхйе-лэ, у нас Тйелэ. … Вначале они прозывались Дили; уже на севере прозваны гаогюйскими динлинами. Некоторые говорят, что предки гаогюйского Дома происходят от внука по дочери из Дома Хунну. Рассказывают, что у хуннуского Шаньюя родились две дочери чрезвычайной красоты. Вельможи считали их богинями. Шаньюй сказал: можно ли мне таких дочерей выдать за людей? Я предоставлю их Небу. И так на север от столицы в необитаемом месте построил высокий терем, и, поместив там обеих дочерей, сказал: молю Небо принять их. По прошествии трех лет мать пожелала взять их. Шаньюй сказал: не возможно: ещё не пришло время. Чрез год после сего один старый волк стал денно и ночно стеречь терем, производя вой: почему вырыл себе нору под теремом, и не выходил из неё. Меньшая дочь сказала: наш родитель поместил нас здесь, желая предоставить Небу; а ныне пришел волк; может быть, его прибытие имеет счастливое предзнаменование. Она только что хотела сойти к нему, как старшая её сестра в чрезвычайном испуге сказала: это животное: не посрамляй родителей. Меньшая сестра не послушала её, сошла к волку, вышла замуж и родила сына. Потомство от них размножилось и составило государство: посему-то люди здесь любят продолжительное пение, или воют подобно волкам.— Бичурин Иакинф. Собрание сведений о народах, обитавших в Средней Азии в древние времена (ОТДЕЛЕНИЕ V)
Это довольно обычная тотемическия легенда. Её происхождение, возможно, связано с тем, что кочевники, пасущие скот, отождествляли себя с волками, которые следуют за стадами животных, питаются ими, образно кочуют и пасут стада.

## Примечание
1. ↑  Türk edebiyatı tarihi | WorldCat.org (англ.). www.worldcat.org. Дата обращения: 19 августа 2023. Архивировано 21 августа 2023 года.
2. ↑  Türkler : tarihe hükmeden millet | WorldCat.org (англ.). www.worldcat.org. Дата обращения: 19 августа 2023. Архивировано 19 августа 2023 года.
3. ↑  Бичурин Иакинф. Собрание сведений о народах, обитавших в Средней Азии в древние времена (ОТДЕЛЕНИЕ V). Дата обращения: 15 февраля 2017. Архивировано 15 мая 2013 года.